# CGP Grey
C·G·P·格雷（英語：CGP Grey，？—），本名科林·格雷戈里·帕爾默·格雷（英語：Colin Gregory Palmer Grey），是一名在YouTube上的教育娛樂影片製作者。他擁有美國和愛爾蘭雙國籍。他的頻道主要內容為說明短片，主題包括政治、地理、經濟和英國文化。頻道第一段流行的影片是解釋英倫諸島的名稱。此後，格雷的短片便被受關注，商業內幕、哈芬登郵報、福布斯和華盛頓郵報等媒體皆有報導。
他亦有數個其他YouTube頻道，包括第二頻道「CGPGrey2」和管理他最喜歡影片之播放列表的「greysfavs」。
除了製作影片，他亦和布雷迪·哈蘭錄製播客「Hello Internet」；與Relay FM網絡的邁克·赫爾利錄製「Cortex」播客。

## 外部連結
- 官方網站（页面存档备份，存于）
- YouTube上的CGPGrey頻道
- Hello Internet（页面存档备份，存于）
- Cortex（页面存档备份，存于）